# Холмквістит
Холмквістит (рос. холмквистит; англ. holmquistite; нім. Holmquistit m) — мінерал, літіїстий амфібол ланцюжкової будови.
Названий за прізвищем шведського дослідника П. Й. Холмквіста (P.J.Holmquist), A.Osann, 1913.
Синоніми: глаукофан літієвий.

## Опис
Хімічна формула:
- 1. За Є. К. Лазаренком: Li2(Mg, Fe2+)3(Al, Fe3+)2[(OH, F)2|Si8O22].
- 2. За К.Фреєм: Li2Mg3Al2(Si4O11)2(OH)2.
- 3. За «Fleischer's Glossary» (2004): Li2(Mg, Fe) 3Al2Si8O22(OH)2.

Склад (з кристалічного сланцю Сх. Саян): Li2O — 2,55; MgO — 6,93; FeO — 13,04; Al2O3 — 7,46; Fe2O3 — 5,72; SiO2 — 57,83; F — 0,91; H2O — 2,73.
Домішки: Na2O, CaO, MnO, K2O, TiO2.
Сингонія ромбічна. Ромбо-дипірамідальний вид. Утворює голчасті та стовпчасті кристали та променисті, снопоподібні аґреґати. Спайність по (210) досконала. Густина 3,06-3,13. Тв. 5-6. Колір світло-блакитний, темний фіолетово-блакитний, фіолетовий. В шліфах світло-жовтий до фіолетового.

## Поширення
Зустрічається на контакті літієвих пегматитів з кристалічними сланцями. Рідкісний. Знахідки: Утьо (Швеція), штат Північна Кароліна (США). В Україні знайдений у Приазов'ї.

## Різновиди
Розрізняють: холмквістит-азбест (волокнистий різновид холмквіститу з Приазов'я).